# Биодизель
Биодизель, или биодизельное топливо — жидкое моторное биотопливо, представляющее собой смесь моноалкильных эфиров жирных кислот. Биодизель получают из триглицеридов (реже свободных жирных кислот) реакцией переэтерификации (этерификации) одноатомными спиртами (метанол, этанол и др.).  Источником триглицеридов могут служить различные растительные масла или животные жиры.

## Технология производства
Процесс получения биодизельного топлива происходит в ходе химической реакции переэтерификации. В этой реакции растительное масло или любой другой источник триглицеридов в присутствии катализатора вступает в реакцию с одноатомными спиртами, образуя моноалкильные эфиры жирных кислот (биодизель, МЭЖК) и глицерин. Для идентификации биодизеля и отличия его от нефтяного дизеля, полученного из битуминозных пород, нужно определить содержание метиловых эфиров жирных кислот (МЭЖК); анализ моноалкиловых сложных эфиров жирных кислот не даст точного содержания биодизеля в дизельном топливе.
Триглицериды переэтерифицируется метанолом, реже этанолом или изопропиловым спиртом (приблизительно в пропорции на 1 т масла 200 кг метанола + гидроксид калия или натрия) при температуре 60°С и нормальном давлении.
Для получения качественного продукта необходимо выдержать ряд требований:
1. После прохождения реакции переэтерификации содержание метиловых эфиров должно быть выше 96 %.
2. Для быстрой и полной переэтерификации метанол берётся с избытком, поэтому метиловые эфиры необходимо очистить от него.
3. Использовать метиловые эфиры в качестве топлива для дизельной техники без предварительной очистки от продуктов омыления недопустимо. Мыло засорит фильтр и образует нагар, смолы в камере сгорания. При этом сепарации и центрифугирования недостаточно. Для очистки необходима вода или сорбент.
4. Заключительный этап — сушка метиловых эфиров жирных кислот, так как вода приводит к развитию микроорганизмов в биодизеле и способствует образованию свободных жирных кислот, вызывающих коррозию металлических деталей.
5. Хранить биодизель более трёх месяцев не рекомендуется из-за его разложения.

## Применение
Применяется на автотранспорте в чистом виде и в виде различных смесей с дизельным топливом. В США смесь дизельного топлива с биодизелем обозначается буквой B; число после буквы означает процентное содержание биодизеля. В2 — 2 % биодизеля, 98 % дизельного топлива. В100 — 100 % биодизеля. Аналогичная система маркировки топлива была введена в ЕС в 2018 году.
Применение смесей не требует внесения изменений в двигатель.

### Цетановое число
- Для минерального дизтоплива 42-45,
- Для биодизеля (метиловый эфир) не менее 51.

## Сырьё для производства
Общеизвестно, что в зависимости от вида сырья, используемого для производства того или иного биотоплива, они подразделяются на поколения (биотопливо 1-го поколения, 2-го поколения и т. д.). Эта классификации справедлива и для биодизельного топлива. Таким образом, в зависимости от используемого сырья можно говорить о биодизеле 1-го поколения (из сельскохозяйственных культур), биодизеле 2-го поколения (из жиросодержащих отходов) и о биодизеле 3-го поколения (из липидов микроводорослей)
Наиболее распространённые сельскохозяйственные культуры для производства биодизеля в различных странах:
ЕС, Россия, Украина — рапс;
США — соя;
Канада — канола (разновидность рапса);
Индонезия, Филиппины — пальмовое масло;
Филиппины — кокосовое масло;
Индия — ятрофа, (Jatropha);
Африка — соя, ятрофа;
Бразилия — касторовое масло.
Также применяется отработанное растительное масло, животные жиры, рыбий жир и т. д.
Производство масла из различного сырья с одного гектара земли в год
| Сырьё             | кг масла/га | литров масла/га |
| ----------------- | ----------- | --------------- |
| Кукуруза          | 145         | 172             |
| Кешью             | 148         | 176             |
| Овёс              | 183         | 217             |
| Люпин             | 195         | 232             |
| Календула         | 256         | 305             |
| Хлопок            | 273         | 325             |
| Конопля           | 305         | 363             |
| Соя               | 375         | 446             |
| Кофе              | 386         | 459             |
| Лён               | 402         | 478             |
| Лесной орех       | 405         | 482             |
| Семена тыквы      | 449         | 534             |
| Кориандр          | 450         | 536             |
| Семена горчицы    | 481         | 572             |
| Семена рыжика     | 490         | 583             |
| Кунжут            | 585         | 696             |
| Сафлор красильный | 655         | 779             |
| Рис               | 696         | 828             |
| Подсолнечник      | 800         | 952             |
| Какао             | 863         | 1026            |
| Арахис            | 890         | 1059            |
| Мак               | 978         | 1163            |
| Рапс              | 1000        | 1190            |
| Олива             | 1019        | 1212            |
| Клещевина         | 1188        | 1413            |
| Пекан             | 1505        | 1791            |
| Жожоба            | 1528        | 1818            |
| Ятрофа            | 1590        | 1892            |
| Макадамия         | 1887        | 2246            |
| Бразильский орех  | 2010        | 2392            |
| Авокадо           | 2217        | 2638            |
| Кокосовая пальма  | 2260        | 2689            |
| Масличная пальма  | 5000        | 5950            |
| Сальное дерево    | 5500        |                 |
| Водоросли         |             | 95000           |

Данные The Global Petroleum Club

## Производство биодизеля
| Страна                     | 2004 г., тыс. т | 2005 г., тыс. т | 2006 г., тыс. т | 2007 г., тыс. т | 2008 г., тыс. т    | 2009 г., тыс. т    |
| -------------------------- | --------------- | --------------- | --------------- | --------------- | ------------------ | ------------------ |
| Австрия                    | 57              | 85              | 123             | 267             | 213                | 310                |
| Бельгия                    | -               | 1               | 25              | 166             | 277                | 416                |
| Кипр                       | -               | 1               | 1               | 1               | 9                  | 9                  |
| Чехия                      | 60              | 133             | 107             | 61              | 104                | 164                |
| Дания                      | 70              | 71              | 80              | 85              | 231 (Дания+Швеция) | 233 (Дания+Швеция) |
| Эстония                    | -               | 7               | 1               | 0               | 0                  | 24                 |
| Франция                    | 348             | 492             | 743             | 872             | 1815               | 1959               |
| Германия                   | 1035            | 1669            | 2662            | 2890            | 2819               | 2539               |
| Греция                     | -               | 3               | 42              | 100             | 107                | 77                 |
| Венгрия                    | -               | -               | 0               | 7               | 105                | 133                |
| Италия                     | 320             | 396             | 447             | 363             | 595                | 737                |
| Великобритания             | 9               | 51              | 192             | 150             | 192                | 137                |
| Латвия                     | -               | 5               | 7               | 9               | 30                 | 44                 |
| Литва                      | 5               | 7               | 10              | 26              | 66                 | 98                 |
| Мальта                     | -               | 2               | 2               | 1               | 1                  | 1                  |
| Польша                     | -               | 100             | 116             | 80              | 275                | 332                |
| Португалия                 | -               | 1               | 91              | 175             | 268                | 250                |
| Словакия                   | 15              | 78              | 82              | 46              | 146                | 101                |
| Словения                   | -               | 8               | 11              | 11              | 9                  | 9                  |
| Испания                    | 13              | 73              | 99              | 168             | 207                | 859                |
| Швеция                     | 1,4             | 1               | 13              | 63              | 231 (Дания+Швеция) | 233 (Дания+Швеция) |
| Болгария                   | -               | -               | -               | -               | 11                 | 25                 |
| Финляндия                  | -               | -               | -               | -               | 85                 | 220                |
| Всего по странам Евросоюза | 1933,4          | 3184            | 4890            | 5713            | 7755               | 9046               |

| Страна    | 2004 г., млн л | 2005 г., млн л | 2006 г., млн л | 2007 г., млн л | 2008 г., млн л | 2009 г., млн л | 2010 г., млн л |
| --------- | -------------- | -------------- | -------------- | -------------- | -------------- | -------------- | -------------- |
| США       | 94,5           | 283,5          | 2200           | -              | 2611,98        | -              |                |
| Аргентина | -              | 25             | 50             | -              | -              | -              | 2100           |
| Бразилия  | -              | -              | -              | 450            | -              | -              | 2300           |

В 2004 году около 80 % европейского биодизеля было произведено из рапсового масла, при этом примерно треть урожая рапса в 2004 году было использовано именно для производства биотоплива.
В странах Евросоюза биодизель начал производиться в 1992 году. К концу первой половины 2008 года в странах Евросоюза было построено 214 заводов по производству биодизеля суммарной мощностью 16 млн тонн биодизеля в год. В июле 2010 года в странах Евросоюза работали 245 заводов по производству биодизеля суммарной мощностью 22 млн тонн.
В США на октябрь 2004 года установленные мощности составляли примерно 567 млн литров в год (150 млн. галлонов). В середине 2008 года в США работали 149 заводов суммарной мощностью примерно 7,669 млрд литров в год (2029 млн. галлонов). Строилось 10 заводов суммарной мощностью примерно 808,9 млн литров в год (214 млн галлонов).
В Канаде в конце 2006 года работали 4 завода суммарной мощностью примерно 196,5 млн литров год (52 млн. галлонов).
В 2010 году мировое производство биодизеля выросло на 12 % в сравнении с 2009 годом и достигло 19 миллиардов литров.

## Стандарты
Для биодизеля Европейской организацией стандартов разработан стандарт EN14214. Кроме него существуют стандарты EN590 (или EN590:2000) и DIN 51606. Первый описывает физические свойства всех видов дизельного топлива, реализуемого в ЕС, Исландии, Норвегии и Швейцарии. Этот стандарт допускает содержание 5 % биодизеля в минеральном дизеле; в некоторых странах (например, во Франции) все дизтопливо содержит 5 % биодизеля. DIN 51606 — германский стандарт, разработанный с учётом совместимости с двигателями почти всех ведущих автопроизводителей, поэтому он является самым строгим. Большинство видов биодизеля, производимых для коммерческих целей на Западе, соответствует ему или даже превосходит.

## Экологические аспекты применения и производства

### Применение
Биодизель, как показали опыты, при попадании в воду не причиняет вреда растениям и животным. Кроме того, он подвергается практически полному биологическому распаду: в почве или в воде микроорганизмы за 28 дней перерабатывают 99 % биодизеля, что позволяет говорить о минимизации загрязнения рек и озёр.
Сокращение выбросов СО2. При сгорании биодизеля выделяется ровно такое же количество углекислого газа, которое было потреблено из атмосферы растением, являющимся исходным сырьём для производства масла, за весь период его жизни. Биодизель в сравнении с обычным дизельным топливом почти не содержит серы. Это хорошо с точки зрения экологии. (Однако в расчётах не учитывается объём углекислого газа, выделенного в процессе переработки сырья в биодизель.)
Высокая температура воспламенения. Точка воспламенения для биодизеля превышает 100 °С, что позволяет назвать биотопливо относительно безопасным веществом.

### Производство
Под производство сырья для биодизеля отчуждаются большие земельные площади, на которых нередко используют повышенные дозы средств защиты растений. Это приводит к биодеградации грунтов и снижению качества почв.
С другой стороны, жмых и шрот, получаемые в процессе производства растительного масла, используются в качестве корма для скота, что позволяет более полно утилизировать биомассу растения.
Производство биодизеля позволяет ввести в оборот неиспользуемые сельскохозяйственные земли, создать новые рабочие места в сельском хозяйстве, машиностроении, строительстве и т. д. Например, в России с 1995 по 2005 год посевные площади сократились на 25,06 млн. гектаров. США на свободных землях ежегодно могут выращивать 1,3 млрд тонн биомассы.
При производстве биодизеля в результате реакции этерификации получается смесь, которой дают отстояться. Лёгкие верхние фракции продукта и являются рапсовым метил-эфиром, или биодизельным топливом. Нижние фракции являются так называемой глицериновой фазой, которую часто неправильно называют глицерином. На самом деле до чистого глицерина её ещё нужно «довести», без чего её хранение и утилизация представляют серьёзную проблему из-за повышенной щёлочности и содержания метанола. Те же проблемы возникают при использовании для этерификации этанола. Впрочем, биодизель на этаноле производить менее выгодно из-за большей плотности.
Многие публикации энтузиастов альтернативных видов топлива посвящены производству биодизеля кустарным способом — буквально в гараже. Но такие технологии, кроме проблемы вышеупомянутой глицериновой фазы, не могут также гарантировать надлежащего качества топлива, а, следовательно, и сохранности двигателя. Это объясняется недостаточным очищением такого топлива от различных примесей, которые просто забивают мотор. Кроме того, в случае кустарного производства проблематично закупать метанол, который производят немногие крупные химзаводы. Метанол производится из природного газа, поэтому цена одного из ингредиентов для производства биотоплива оказывается жёстко привязанной к ценам на газ, хотя сырьём для метанола может служить также шахтный газ (метан), биогаз и даже водород.

## Достоинства
- Хорошие смазочные характеристики.  Минеральное дизтопливо при устранении из него сернистых соединений теряет свои смазочные способности. Биодизель, несмотря на значительно меньшее содержание серы, характеризуется хорошими смазочными свойствами, что продлевает срок жизни двигателя. Это вызвано его химическим составом и содержанием в нём кислорода. Например, грузовик из Германии попал в Книгу рекордов Гиннеса, проехав более 1,25 миллиона километров на биодизельном топливе со своим оригинальным двигателем.
- Более высокое цетановое число:
  - Для минерального дизтоплива оно составляет 42-45,
  - А для биодизеля (метиловый эфир) - уже не менее 51.
- Увеличение срока службы двигателя. При работе двигателя на биодизеле одновременно производится смазка его подвижных частей, в результате которой, как показывают испытания, достигается увеличение срока службы самого двигателя и топливного насоса в среднем на 60 %. Нет необходимости модернизировать двигатель.
- Высокая температура воспламенения.  Точка воспламенения для биодизеля превышает 150°С, что делает биогорючее сравнительно безопасным веществом; топливо на рапсовом масле воспламеняется при температуре 320 градусов[6].
- Побочный продукт производства — глицерин, имеющий широкое применение в промышленности. Очищенный глицерин используют для производства технических моющих средств (например, мыла). После глубокой очистки получают фармакологический глицерин, тонна которого на рынке стоит порядка 1 тыс. евро. При добавлении фосфорной кислоты к глицерину можно получить фосфорные удобрения.

## Недостатки
- В холодное время года необходимо подогревать топливо, идущее из топливного бака в топливный насос, или применять смеси 20 % биодизеля и 80 % дизельного топлива; в итоге получается дизельное топливо марки В20.
- Долго не хранится (около трёх месяцев)
- Производство топлива из растений занимает сельскохозяйственные площади.

## Действующие биодизельные программы
Многие страны мира разработали программы по частичному замещению нефтяных моторных топлив различными видами биотоплива, в том числе биодизеля:
| Страна           | Требование                                                                              |
| ---------------- | --------------------------------------------------------------------------------------- |
| Миннесота, США   | 5 % содержание биодизеля в дизельном топливе с мая 2009 года                            |
| Миссури, США     | 5 % содержание биодизеля в дизельном топливе с июля 2010 г.                             |
| Франция          | 7 % биотоплив к 2010 году (этанол + биодизель)                                          |
| Европейский союз | 5,75 % биотоплив к 2010 году (этанол + биодизель)                                       |
| Австралия        | 350 млн литров биотоплив к 2010 году (этанол + биодизель)                               |
| Бразилия         | 2 % с 1 января 2008, 4 % с 1 июля 2009 года, 5 % с 2010 года;                           |
| Зимбабве         | 10 % биодизеля от общего потребления дизельного топлива;                                |
| Малайзия         | 20 % биодизеля от общего потребления дизельного топлива;                                |
| Таиланд          | 5 % биодизеля в дизельном топливе к 2011 году, 10 % к 2012 году;                        |
| Новая Зеландия   | 5 % биотоплив к 2008 году (этанол + биодизель);                                         |
| Индия            | 20 % биотоплив к 2017 году (этанол + биодизель)                                         |
| Китай            | производить ежегодно 8 млн тонн к 2020 году;                                            |
| Индонезия        | 10 % биотоплив к 2010 году (этанол + биодизель);                                        |
| Южная Корея      | 0,5 % биодизеля от общего потребления дизельного топлива с 2006 года, 5 % с 2008 года;  |
| Канада           | 2 % биодизеля в автомобильном и печном топливе к 2012 году;                             |
| Япония           | с марта 2007 года разрешено 5 % содержание биодизеля в дизельном автомобильном топливе; |
| Филиппины        | 1 % биодизеля в автомобильном и топливе с 2007 года, 2 % с 2008 года;                   |
| Германия         | 5 % в автомобильном топливе с 1 января 2007 года;                                       |
| Ирландия         | 5,75 % биотоплив к 2009 году (этанол + биодизель). 10 % биотоплив к 2020 году;          |
| Дания            | 10 % биотоплив к 2020 году;                                                             |
| Тайвань          | 1 % в автомобильном топливе с 2008 года 2 % с 2010 года;                                |
| Португалия       | 10 % в автомобильном топливе с 2010 года.                                               |
| Колумбия         | 5 % в автомобильном топливе. 10 % с 2010 года, 20 % с 2012 года.                        |
| Аргентина        | 5 % в автомобильном топливе к 2010 году.                                                |
| Чили             | разрешено 5 % содержание в автомобильном топливе.                                       |
| Мексика          | 3,2 % биотоплив в автомобильном топливе к 2012 году.                                    |

## Биодизель в России
В России не существует единой государственной программы развития биодизельного топлива, но создаются региональные программы, например Алтайская краевая целевая программа «Рапс — биодизель». В Липецкой области создана Ассоциация производителей рапсового масла.
Планируется строительство заводов по производству биодизеля в Липецкой области, Татарстане, Алтайском крае, Ростовской области, Волгоградской области, Орловской области, Краснодарском крае, Омской области, Новгородской области.
ОАО «РЖД» в 2006—2007 годах провела испытания биодизеля из рапсового масла на тепловозах депо Воронеж-Курский Юго-Восточной железной дороги. Представители РЖД заявили о готовности использовать биодизель в промышленных масштабах на своих тепловозах.

## Производство биодизеля из водорослей
Наиболее перспективным источником сырья для производства биодизеля являются водоросли. По оценкам Департамента Энергетики США с одного акра (4047 м² ~ 0,4 га) земли можно получить 255 литров соевого масла, или 2400 литров пальмового масла. С такой же площади водной поверхности можно производить до 3570 барреля бионефти (1 баррель = 159 литров). По оценкам компании Green Star Products, с 1 акра земли можно получить 48 галлонов соевого масла, 140 галлонов масла канолы и 10000 галлонов из водорослей.
Департамент Энергетики США с 1978 года по 1996 год исследовал водоросли с высоким содержанием масла и целлюлозы по программе «Aquatic Species Program». Исследователи пришли к выводу, что Калифорния, Гавайи и Нью-Мексико пригодны для промышленного производства водорослей в открытых прудах. В течение 6 лет водоросли выращивались в прудах площадью 1000 м². Пруд в Нью-Мексико показал высокую эффективность в усвоении СО2. Урожайность составила более 50 граммов водорослей с 1 м² в день. 200 тысяч гектаров прудов могут производить топливо, достаточное для годового потребления 5 % автомобилей США. 200 тыс. гектаров — это менее 0,1 % земель США, пригодных для выращивания водорослей. У технологии ещё остаётся множество проблем. Например, водоросли любят высокую температуру, для их производства хорошо подходит пустынный климат, но требуется некая температурная регуляция при ночных перепадах температур. В конце 90-х годов технология не попала в промышленное производство из-за низкой стоимости нефти.
Кроме выращивания водорослей в открытых прудах существуют технологии выращивания водорослей в малых биореакторах, расположенных вблизи электростанций. Сбросное тепло ТЭЦ способно покрыть до 77 % потребностей в тепле, необходимом для выращивания водорослей. Эта технология не требует жаркого пустынного климата.
В 2006 году несколько компаний объявили о строительстве заводов по производству биодизеля из водорослей:
- Global Green Solutions (Канада) по технологии компании Valcent Products (США) — мощность производства 4 млн баррелей бионефти в год;
- Bio Fuel Systems (Испания);
- De Beers Fuel Limited (ЮАР) по технологии Greenfuel Technologies Corporation (США) — мощность производства 900 млн. галлонов биодизеля в год (водоросли + подсолнечное масло)
- Aquaflow Bionomic Corporation (Новая Зеландия) — мощность производства 1 млн литров биодизеля в год.

Российские учёные из Объединённого института высоких температур (ОИВТ) РАН и МГУ разработали и успешно испытали установку для превращения биомассы микроводорослей в биобензин. Полученное топливо, перемешанное с обычным бензином, было испытано в двухтактном двигателе внутреннего сгорания. Новая разработка позволяет переработать сразу всю биомассу водорослей, без её высушивания. Ранее применявшиеся попытки получения биобензина из водорослей предусматривали стадию сушки, которая по энергозатратам превосходила энергоэффективность полученного топлива. Теперь эта проблема решена. Быстрорастущие микроводоросли гораздо более продуктивно перерабатывают энергию солнечного света и углекислого газа в биомассу и кислород, чем обычные наземные растения, поэтому получение биотоплива именно из них очень перспективно.

## Другие биотоплива на основе биодизеля
- O2Diesel — смесь 7,7 % этанола, 1 % цетаноповышающая присадка, дизельное топливо.[источник не указан 439 дней]

Производит компания O2Diesel (США).
Применяется в США, Бразилии, Индии.
- Смесь биодизеля и водорода. Так называемое, «Биотопливо второго поколения». Производится финской компанией Neste Oil под торговой маркой NExBTL.
- Альтернативой биодизелю является добавление в обычное дизельное топливо 20 % воды и 1 % эмульгатора с обработкой смеси в диспергаторе. Смесь можно использовать в обычных дизелях без их переделки. Цвет смеси — мутно-белый. Срок хранения после приготовления — около 3-х месяцев. Технология применяется в Германии. Возможность добавления воды и эмульгатора в биодизель не изучена.[источник не указан 439 дней]